# Schweinsteiger (Familienname)
Schweinsteiger ist ein deutscher Familienname, der laut einer Veröffentlichung des NDR von ‚dem‘ Ort namens Schweinsteig kommt, der sich südlich von Rosenheim befindet. So wird auch der Namenforscher Jürgen Udolph im Kölner Stadt-Anzeiger zitiert, obwohl der Namenforscher selbstverständlich weiß, dass es Ortsteile mit diesem Namen in drei verschiedenen Gemeinden südlich von Rosenheim gibt (Brannenburg, Oberaudorf, Samerberg). Laut dem Namenforscher und dem NDR kommt der Namensbestandteil ‚Steig‘ von dem mittelhochdeutschen Wort stige, das Stall bedeutet. Der NDR sagt, dass es also anzunehmen ist, dass ein Schweinestall eine wichtige Rolle in der Geschichte dieser Ortsteile spielte. Der Kölner Stadt-Anzeiger zitiert jedoch den Forscher im folgenden Satz widersprüchlich so, dass ein Schweinsteiger also früher im Stall bei den Schweinen gewohnt hat. Damit ist wohl gemeint, dass laut dem Forscher der Familienname von einem oder mehreren der süddeutschen Ort namens Schweinsteig kommt und dass diese Ortsnamen vermutlich ursprünglich von dem Namen eines oder verschiedener Schweinebesitzer kommen, der oder die so genannt wurden, weil er oder sie mit Schweinen unter einem Dach gelebt hat bzw. haben.
Der Name Schweinsteig kommt auch als Straßenname und Pfadbezeichnung vor, aber es scheint nur sehr alte Quellen zu geben (als Namenforschung und selbst Linguistik noch keine Wissenschaften waren), die behaupten diese Bezeichnungen könnten der Ursprung des Familiennamens sein.
Die oberbayerische Familie Schweinsteiger ist im oberen Inntal in der Region um die oben genannte Gemeinde Brannenburg alteingesessen; der Familienname kommt dort häufiger vor, auch auf österreichischer Seite. Die Vorfahren waren Landwirte. Laut einer Veröffentlichung aus dem Jahr 1860 hielten sich in dieser Gegend 100 Jahre früher noch Wildschweine auf und „dies mag wohl der Grund des Familiennamens sein“. Im Jahr 1494 wurde ein Kaspar Schweinsteiger als Pächter des Guts Aich bei Brannenburg urkundlich erwähnt. 1849 traten Mitglieder der Familie Schweinsteiger aus dem Ortsteil Schadhub der oben genannten Gemeinde Samerberg (zu der auch eine Gemeinde namens Schweinsteiger gehört) vor dem Schwurgerichtshof von Oberbayern als Zeugen in einem aufsehenerregenden Strafprozess wegen eines im April 1842  begangenen Raubes an  Sebastian Schweinsteiger auf.

## Bekannte Namensträger
- Bastian Schweinsteiger (* 1984), deutscher Fußballspieler
- Jörg Schweinsteiger (* 1946), deutscher Brigadegeneral
- Tobias Schweinsteiger (* 1982), deutscher Fußballspieler und -trainer